# Fachhochschulreife
Die Fachhochschulreife (FHR), auch als Fachabitur bezeichnet, ist ein höherer Bildungsabschluss der Sekundarstufe II, der zur Aufnahme eines Studiums aller Studiengänge an Fachhochschulen und in einigen Bundesländern in Deutschland (z. B. Hessen oder Niedersachsen) auch für bestimmte Studiengänge an Universitäten berechtigt. Das Zeugnis der Fachhochschulreife vermittelt die allgemeine Fachhochschulreife.

## Bedeutung
Die Fachhochschulreife wird umgangssprachlich auch als Fachabitur oder verkürzt Fachabi bezeichnet, ist aber nicht zu verwechseln mit der oft ebenso bezeichneten fachgebundenen Hochschulreife für ein Studium eines bestimmten Faches oder einer bestimmten Fachrichtung an einer Universität. Die Fachhochschulreife bildet nach dem Abitur bzw. der Matura (allgemeine und fachgebundene Hochschulreife) den zweithöchsten Schulabschluss und die dritte Form einer schulischen Hochschulzugangsberechtigung. Die offizielle Bezeichnung in der Schweiz lautet Berufsmaturität.

## Erwerb
Die Fachhochschulreife wird in der Regel auf Fachoberschulen erworben, in Baden-Württemberg ist es meist der Abschluss von Berufskollegs. Voraussetzung zum Besuch der 11. Jahrgangsstufe der Fachoberschule und des Berufskollegs ist die mittlere Reife oder ein vergleichbarer Abschluss (M-10-Abschluss; Wirtschaftsabschluss; Realschulabschluss/Fachoberschulreife). Viele Bundesländer fordern einen Notendurchschnitt von mindestens 3,5 in Mathematik, Deutsch und Englisch. Einige Fachhochschulen haben zusätzliche Zugangsvoraussetzungen wie zum Beispiel die abgeschlossene Zusatzausbildung im 1-jährigen Berufskolleg zum Erwerb der Fachhochschulreife (1BKFH).

## Aufbau
Der Ausbildungsgang, der die Fachhochschulreife vermittelt, besteht aus einem schulischen Teil und einem berufsbezogenen Anteil:
Den schulischen Teil der Fachhochschulreife erwerben Schüler in der Regel nach dem Abschluss der 12. Klasse (G9) bzw. der 11. Klasse (G8; Abitur nach der zwölften Jahrgangsstufe) der gymnasialen Oberstufe oder nach Abschluss von Belegfächern auf Oberstufenniveau an Fachschulen verbunden mit einer Berufsausbildung.

### Schulischer Teil
Der schulische Teil setzt sich aus den beiden Leistungsfächern (2 Halbjahre) in doppelter Wertung und den 11 einzubringenden Grundkursen in einfacher Wertung zusammen. Eingebracht werden müssen dafür die Fächer Deutsch, das Fachschwerpunktfach, eine Fremdsprache, Mathematik, eine Naturwissenschaft und ein gesellschaftswissenschaftliches Fach. Aus anderen Fächern müssen drei weitere Halbjahresergebnisse eingebracht werden. Mit 0 Punkten abgeschlossene Fächer werden nicht angerechnet. Themengleiche oder ähnliche Fächer werden nur einmal angerechnet. Leistungen aus der Einführungsphase (11. Klasse auf beruflichen Gymnasien) werden nicht berücksichtigt. Wird die Fachhochschulreife auf einer Fachoberschule erworben, müssen schriftliche Prüfungen in den Fächer Deutsch, Mathematik, Englisch und einer Naturwissenschaft oder dem Fachschwerpunktfach (etwa Wirtschaft) abgelegt werden. Des Weiteren findet eine mündliche Prüfung statt, die zum Beispiel in einem gesellschaftswissenschaftlichen Fach erfolgen kann. Die Prüfungen fließen prozentual in die Halbjahresnoten der jeweiligen Fächer mit ein. Der Erwerb der Fachhochschulreife auf Gymnasien ist aufgrund des höheren Leistungsniveaus prüfungsfrei. Im Zeugnis der Fachhochschulreife müssen insgesamt mindestens 95 (Note: 4,0) von maximal 285 (Note: 1,0) Punkten erreicht werden. Am Ende wird die Durchschnittsnote mit einer Nachkommastelle errechnet und im Zeugnis ausgewiesen.

#### Fachrichtungen
Typische Fachrichtungen sind:
- Agrarwirtschaft, Bio- und Umwelttechnologie
- Ernährung und Hauswirtschaft
- Gestaltung
- Gesundheit und Soziales
- Technik
- Wirtschaft und Verwaltung

### Praktischer Teil
Um den Nachweis für den praktischen Teil zu erbringen, muss entweder eine abgeschlossene, mind. zweijährige Berufsausbildung in einem anerkannten Ausbildungsberuf nachgewiesen werden, oder ein einjähriges / halbjähriges gelenktes Praktikum, oder eine nachgewiesene Ausbildung bei der Bundeswehr absolviert werden (die Dienstzeit muss mindestens vier Jahre betragen haben, mit dienstlicher Verwendung mindestens auf der ATN-Stufe 7; es muss mindestens der Dienstgrad des Unteroffiziers erreicht worden sein), oder eine mindestens vierjährige berufliche Tätigkeit innerhalb eines Berufsfeldes erfolgt sein.

## Studienberechtigung
Das Zeugnis der allgemeinen Fachhochschulreife berechtigt zum Studium aller Studiengänge an Fachhochschulen mit den Ausnahmen einiger Fachhochschulen in den Ländern Bayern und Sachsen-Anhalt. In einigen Bundesländern ist auch ein Studium an universitären Hochschulen und Technischen Hochschulen möglich, die Studiengänge sind dabei jedoch auf den Fachschwerpunkt des Zeugnisses der Fachhochschulreife beschränkt. In diesen Ländern dürfen etwa Absolventen mit dem Zeugnis der Fachhochschulreife im Bereich Wirtschaft und Verwaltung auch nur Hochschul-Studiengänge in diesem Bereich aufnehmen. Ein Psychologiestudium auf einer Universität wäre in diesem Fall also nicht möglich, auf einer Fachhochschule hingegen schon.

### Studienmöglichkeiten

#### Deutschland
Das Studienangebot von Fachhochschulen erstreckt sich über ingenieur-, natur-, sozial-, wirtschafts- und rechtswissenschaftliche sowie technische und gestalterische Studiengänge, ebenfalls auf Studiengänge aus dem Bereich des Gesundheitswesens. Ob als Abschlussziel ein Diplom oder Bachelor angestrebt werden kann entscheidet der Standort der jeweiligen Fachhochschule. Studiengänge wie Medizin können mit der Fachhochschulreife in Deutschland nur in seltenen Fällen, und unter sehr speziellen Bedingungen aufgenommen werden.

#### Ausland
An einigen (privaten) ausländischen Hochschulen reicht die Fachhochschulreife meist für ein Studium der Human- oder Zahnmedizin aus. Zu Ländern, in denen dies möglich ist, zählen unter anderem die Türkei, Bulgarien sowie Bosnien und Herzegowina.

## Besonderheiten in einzelnen Bundesländern
- In Hamburg kann während einer mindestens 3-jährigen dualen Berufsausbildung im Rahmen der „Dual plus Fachhochschulreife“ diese Reife erworben werden.[9]
- In Bayern ist es möglich, im Rahmen des Programms „Duale Berufsausbildung und Fachhochschulreife“ (DBFH) bei einem teilnehmenden Ausbildungsbetrieb die Fachhochschulreife parallel zur Berufsausbildung abzuschließen.[10]